# Paraptenomela helleri
Paraptenomela helleri är en skalbaggsart som beskrevs av Ohaus 1905. Paraptenomela helleri ingår i släktet Paraptenomela och familjen Rutelidae. Inga underarter finns listade i Catalogue of Life.